# Figazza
La figazza (del gen. fügassa),  es una variedad de pizza de Uruguay, surgida en Montevideo, consiste en una base de masa de pizza a la pala sin salsa de tomate, sobre la que se coloca cebolla, y habitualmente también morrones y aceitunas. Su nombre proviene de la pronunciación incorrecta de la palabra en genovés fügassa (fyˈɡassa) siendo esta una versión de la misma focaccia genovésa; el sonido /y/ no existe en español y fue reemplazado por /i/. Por lo tanto una variante no tan común es la «figazza con muzzarella» y que se asemeja más a la fugazza argentina, debido al agregado de muzzarella, sin embargo al emplearse la muzzarella de modo similar que en una pizza, o sea encima del todo, el orden de las capas se invierte respecto a la fugazza.
La figazza, se cocina y sirve igual que una pizza a la piedra, esto es en horno de leña y cortada en porciones rectangulares.
Los ingredientes de una figazza son cebollas blancas, morrones, aceitunas, orégano y opcionalmente para la figazza con muzzarella, muzzarella por encima del todo.
En Argentina, se conoce como figazza a un tipo de pan o pizza blanca, sin ningún otro agregado por encima. Lo más parecido a una figazza uruguaya, es la fugazza con queso, que se asemeja a la figazza con muzzarela. Otra variante argentina es la fugazzetta. Las variantes fonólogicas y confusiones en ambos países se dan debido a la interpretación del sonido de la ü del genovés, inexistente en el español como e y como u.